# هيكتور سكاروني
هيكتور بيدرو سكاروني (بالإسبانية: Héctor Pedro Scarone) الشهير باسم هيكتور سكاروني (26 نوفمبر 1898 في مونتيفيديو ، الأوروغواي – 4 أبريل 1967 في مونتيفيديو، الأوروغواي) لاعب كرة قدم أوروغواياني كان يجيد اللعب في مركز المهاجم الداخلي الأيمن . يعتبر سكاروني هداف منتخب الأوروغواي طوال تاريخه بتسجيل 31 هدف في 52 مباراة دولية في الفترة من 1917 إلى 1930.

## السيرة الذاتية
ولد في مونتيفيديو في 1898 وينتمي إلى عائلة تعود أصولها إلى مدينة سافونا الإيطالية .
على مستوى النادي أمضى أغلب مسيرته الرياضية في نادي ناسيونال مونتيفيديو حيث حقق بطولة دوري الدرجة الممتازة 8 مرات . خلال هذه الفترة استطاع تسجيل 301 هدف في 369 مباراة .
كما لعب في أندية برشلونة (إسبانيا) ، إنتر ميلان ، باليرمو (إيطاليا) .
حقق سكاروني مع منتخب الأوروغواي بطولة كأس أمريكا الجنوبية 4 مرات في 1917 ، 1923 ، 1924 ، و 1926 كما حقق الميدالية الذهبية في دورة الألعاب الأولمبية مرتين الأولى في 1924 في العاصمة الفرنسية باريس والثانية في 1928 في العاصمة الهولندية أمستردام .
عندما بلغ من العمر 19 سنة سجل الهدف الذي توج منتخب الأوروغواي ببطولة كأس أمريكا الجنوبية 1917 وكان في مرمى منتخب الأرجنتين وقد كانت مباراته الدولية الرابعة .
قرر سكاروني اعتزال اللعب الدولي بعد نهاية بطولة كأس العالم الأولى التي ساهم في تحقيقها .
بعد اعتزاله اللعب اتجه سكاروني إلى مهنة التدريب وقام بتدريب نادي ناسيونال مونتيفيديو ثم نادي ريال مدريد الإسباني في فترة الخمسينات .

## البطولات
- ناسيونال مونتيفيديو
  - دوري الدرجة الممتازة (8) : 1916 ، 1917 ، 1919 ، 1920 ، 1922 ، 1923 ، 1924 ، 1934
- منتخب الأوروغواي
  - كأس أمريكا الجنوبية (4) : 1917 ، 1923 ، 1924 ، 1926
  - دورة الألعاب الأولمبية (2) : 1924 ، 1928
  - كأس العالم (1) : 1930